# Vilariño (Cambados)
Vilariño (llamada oficialmente Santo Adrián de Vilariño) es una parroquia del municipio español de Cambados, en la provincia de Pontevedra, Galicia.

## Toponimia
La parroquia también es conocida por los nombres de San Adrián de Vilariño  y San Adrián P. de Vilariño.

## Historia
Hacia mediados del siglo XIX, el lugar, por entonces referido como una feligresía, tenía contabilizada una población de 152 habitantes. Aparece descrito en el decimosexto y último volumen del Diccionario geográfico-estadístico-histórico de España y sus posesiones de Ultramar de Pascual Madoz con las siguientes palabras:

VILARIÑO (San Adrian): felig. en la prov. de Pontevedra (4 leg.), part. jud. y ayunt. de Cambados (1/4), dióc. de Santiago. sit. al NE. de la cap. del part. y der. del r. Umia, con libre ventilacion y clima templado y sano. Tiene unas 150 casas en los l. de San Anton, Baltar, Barca, Bouza, Cacabelos, Casasnovas, Cobas de Lobos, Conto, Cruceiro, Cortiñas, Fornos, Laje, Lourido, Modia, Sameiro, Sartages, Savantellos, Sineiro y Bouciña. La igl. parr. (San Adrian), de la que es aneja la de San Benito de Fefiñanes, está servida por un cura de entrada y patronato ecl. y real; hay tambien 2 capillas, San Roque y las Animas. Confina con el anejo, con la cap. del part. y Corbillon. El terreno es de buena calidad. prod.: trigo, maiz, centeno, legumbres, frutas, vino y pastos, hay ganado vacuno, de cerda, lanar y cabrio; caza de perdices, liebres y conejos. pobl.: 152 vec., 544 alm. contr.: con su ayunt. (V.).
(Madoz, 1850, p. 84)

## Organización territorial
La parroquia está formada por diecisiete entidades de población:
- A Bouciña
- A Laxe
- A Modia
- A Pedreira
- A Telleira
- Cacabelos
- Casas Novas
- Cortiñas
- Covas de Lobos
- Cuíña
- Fornos
- O Cruceiro
- O Sineiro
- Quintans (As Quintáns)
- Sameiro
- San Antón (Santo Antón)
- Xesteira (A Xesteira)

## Demografía
| Gráfica de evolución demográfica de Vilariño entre 2000 y 2023 |
|                                                                |
| Datos según el nomenclátor publicado por el INE.               |

## Patrimonio
- Iglesia de San Adrián.[8]